# Charles Emmanuel Biset
Pour les articles homonymes, voir Biset.

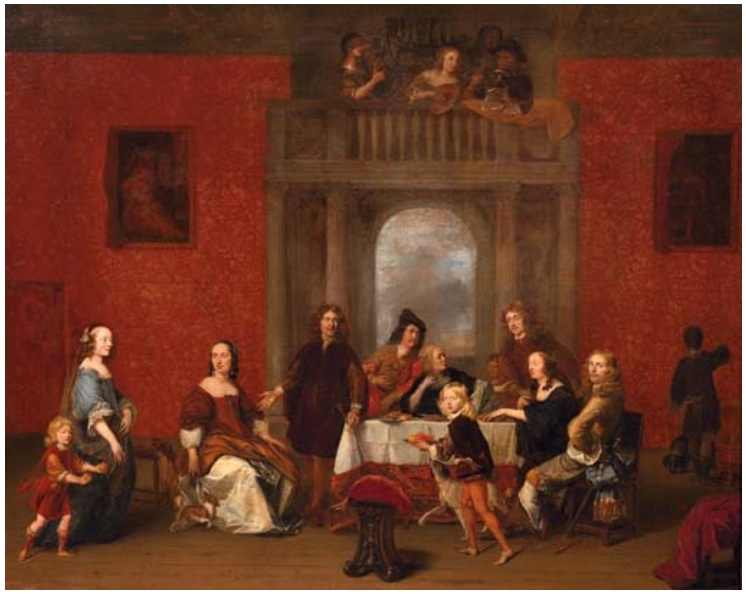
Portrait de famille dans un intérieur

Charles Emmanuel Biset ou Karel Emmanuel Biset, né le 26 décembre 1633 à Malines et mort entre le 28 septembre 1693 et 1713 à Bréda, est un peintre flamand dont la carrière est itinérante, travaillant dans différentes villes et pays, dont Malines, Paris, Annonay, Bruxelles, Anvers et Bréda. Il travaille dans de nombreux genres, dont des scènes de genre d'intérieurs avec des joyeuses compagnies et des peintures de galeries, des peintures d'histoire, des natures mortes et des portraits.

## Biographie
Charles Emmanuel Biset naît le 26 décembre 1633 à Malines, sous le nom de Karel Emmanuel Biset.
Fils du peintre décoratif Joris Biset, il est formé par son père, et par Michiel Coxie III, petit-fils du grand peintre de la Renaissance, Michiel Coxie.

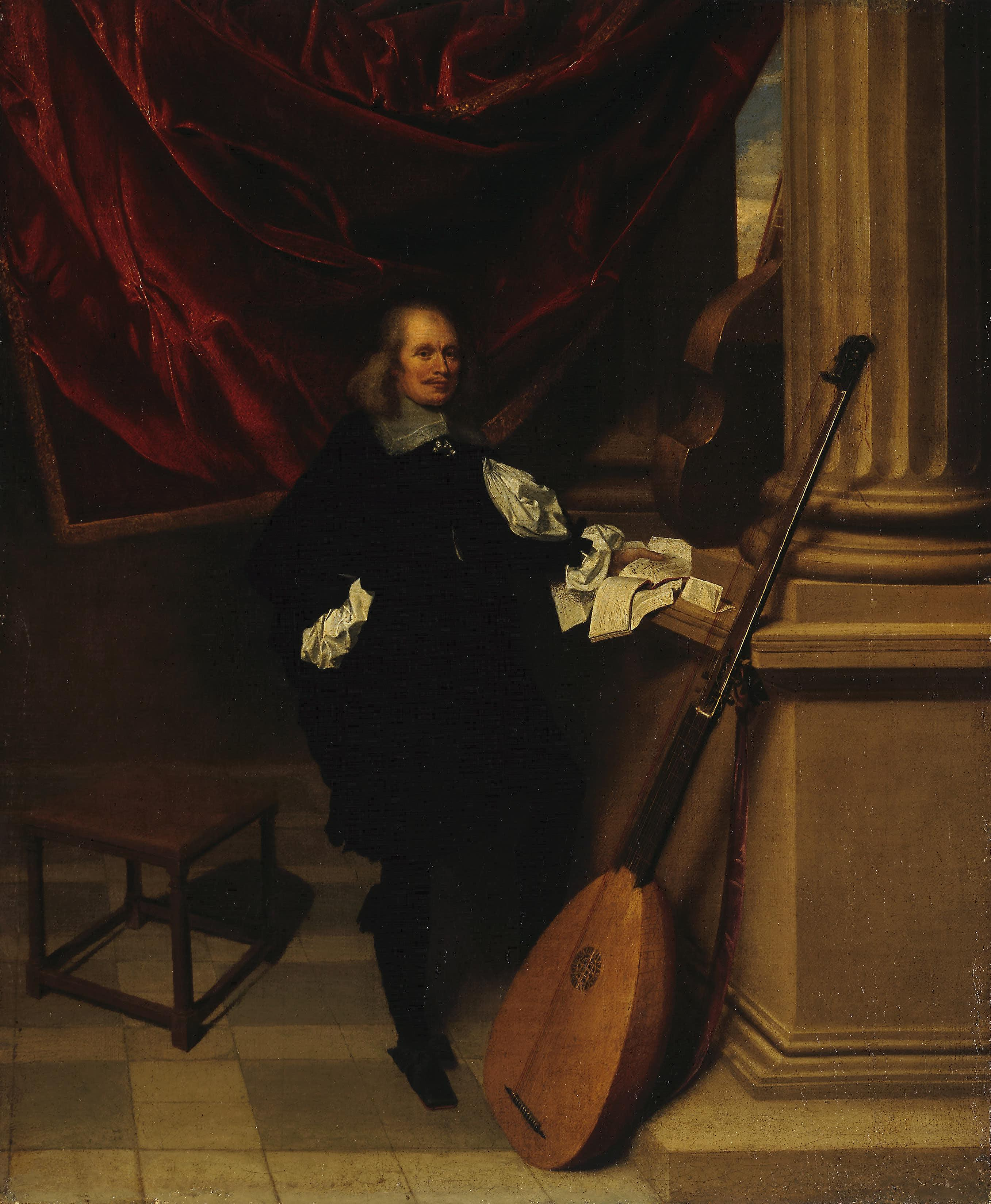
Portrait d'un musicien.

Il travailla à Malines de 1640 environ jusqu'au début ou au milieu des années 1650.
Au début de sa carrière il habite à Paris, où son talent est en faveur, parait-il, à la cour et auprès des notables.
Par la suite, il est enregistré pendant un certain temps à Bruxelles puis il s'installe à Anvers.
Là, il est actif de 1661 à 1687. Il devient membre de la guilde de Saint-Luc d'Anvers en 1661. Il acquiert le droit de bourgeoisie le 20 avril 1663.
Il épouse en 1662 la peintre Maria van Uden, fille du peintre paysagiste Lucas van Uden. Après sa mort en 1665, il commence une relation avec sa sœur Anna.
Le 30 juin 1670 à Saint-Rombaut il épouse Anna Cleymans. Leurs enfants sont les peintres Jan Andreas (également appelé Jan Baptist) et Jan Karel Biset.
Doyen en 1674, il est également nommé directeur de l'Académie d'Anvers.
Il entre au service de Juan Domingo de Zúñiga y Fonseca, comte de Monterey, gouverneur général des Pays-Bas, pour lequel il travaille presque exclusivement pendant quelque temps.
En 1682 il est patronné par le duc de Parme dont il fait le portrait.
La même année il se marie une troisième fois. De cette union, il a un fils peintre, Jan Karel Biset (né en 1686 à Anvers et mort après 1733).
En 1687, Charles Emmanuel Biset est enregistré à Breda. Il est possible qu'il y soit resté pour le reste de sa vie en visitant Anvers de temps en temps.
D'après Jacob Campo Weyerman, Biset a un caractère désagréable, est paresseux et sale dans son accoutrement. Dans la Biographie universelle ancienne et moderne il est écrit qu'il meurt misérable à Bréda. Selon La Grande Encyclopédie les fables répandues sur son compte par Campo Weyerman qui l'accuse de paresse, d'inconduite, parle d'un mariage secret avec sa servante et d'une mort misérable à Bréda, sont peu dignes de foi.
La date de sa mort n'est pas précise, il serait mort entre le 28 septembre 1693 et 1713.
Il est le maître de son neveu Jan Anthonie Coxie, qui est le fils de sa sœur Joanna et du peintre de Malines Jan Coxie,.
Biset est très estimé comme un artiste à son époque, comme en témoigne le fait que le biographe flamand Cornelis de Bie et le biographe néerlandais Jacob Campo Weyerman l'ont inclus dans leurs biographies d'artiste.

## Travail

### Généralité

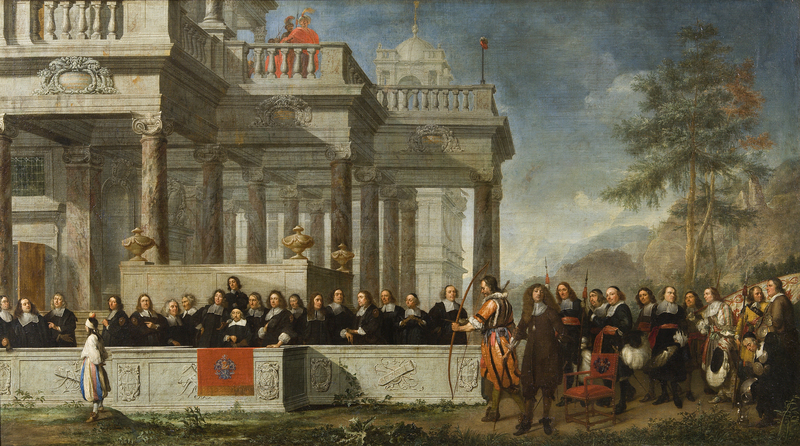
La légende de Guillaume Tell montrée à la Schutterij d'Anvers de Saint-Sébastien.

Ses tableaux représentent des bals, des assemblées galantes des jeux, des toilettes et des concerts, ils sont riches de composition et d'une assez belle exécution; mais sa couleur est grise.
Biset est un artiste très polyvalent et l'éventail de son travail est très varié : il peint des scènes de genre avec des merry companies, des peintures de galerie, des portraits, des peintures historiques et des natures mortes. En raison de cette diversité et des genres et thèmes spécifiques dans lesquels travaille, on pense qu'il a reçu une formation de Gonzales Coques qui a aussi peint dans divers domaines.
Biset est considéré par certains historiens de l'art comme un adepte de Coques. En fait, certaines œuvres aujourd'hui attribuées à Biset étaient autrefois attribuées à Coques. C'est le cas par exemple de la composition A Family Seated at a Table in an Elegant Garden Exterior (Sotheby's, 6 décembre 2006 à New York, lot 7), considérée à l'origine comme une collaboration entre Gonzales Coques et certains artistes spécialisés tels que Peeter Gijsels et Wilhelm Schubert van Ehrenberg mais considérée par les spécialistes du RKD comme entièrement du ressort de Biset.
Comme c'était la coutume à Anvers au XVIIe siècle, Biset collabore régulièrement avec d'autres peintres spécialisés dans un genre particulier. Des collaborations avec les paysagistes Philips Augustijn Immenraet (en) et Cornelis Huysmans et le peintre d'architecture Wilhelm Schubert van Ehrenberg sont enregistrées.

### Portraits
Biset peint des portraits individuels ainsi que des portraits de famille et de groupe, dont des portraits merry companies. La collection de l'Ermitage contient un magnifique Portrait d'un musicien. Il représente un musicien debout à côté d'une colonne avec des partitions et un théorbe et une viole de gambe reposant sur la colonne. Le personnage vêtu de noir est posé sur le rideau de velours derrière lui. Un tabouret placé à côté du musicien indique qu'il vient de terminer ou est sur le point de commencer une prestation musicale.

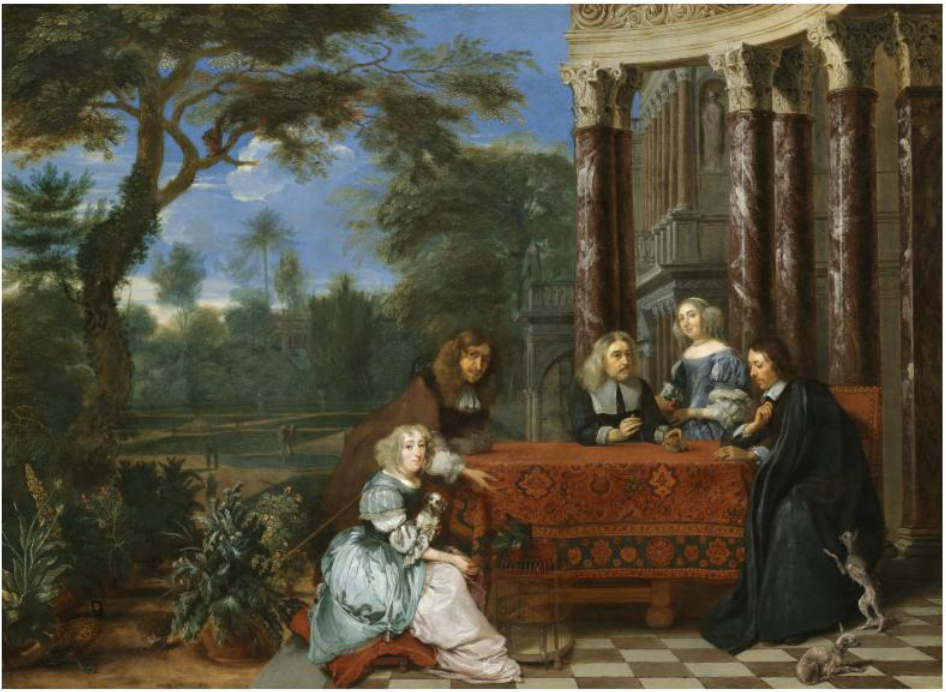
Une famille assise à une table dans un jardin élégant extérieur

Les chefs de la schutterij De Oude Voetboog d'Anvers sont connus pour avoir commandé un portrait de groupe à Biset. Il est probable qu'il s'agisse de la grande composition appelée La légende de Guillaume Tell représentée devant la gilde de saint Sébastien d'Anvers. Cette œuvre, qui se trouve aujourd'hui aux Musées royaux des Beaux-Arts de Belgique, a été réalisée pour la salle de la schutterij d'Anvers en vertu d'un contrat passé devant notaire le 28 avril 1672. Le travail est une collaboration avec Philips Augustijn Immenraet et Wilhelm Schubert van Ehrenberg. L'architecture est peinte par Wilhelm Schubert van Ehrenberg et le paysage par Philips Augustijn Immenraet et le reste par Charles Emmanuel Biset. La composition utilise l'histoire de Guillaume Tell pour créer un portrait de groupe des principaux membres de la schutterij.
Le Portrait d'une famille dans un intérieur (vendu chez Christie's le 19 avril 2007 à New York, lot 31) était à l'origine attribué à Gerard Pietersz van Zijl (en) mais est maintenant attribué à Biset. Cette composition suit le modèle des joyeuses compagnies avec son cadre informel qui comprend des enfants et des musiciens. Le Musée d'Arts de Nantes présente une interprétation moins informelle du même sujet.

### Scènes de genre
Les sujets de genre impliquant des scènes d'intérieur de personnes jouant en salle étaient très populaires dans la peinture flamande et hollandaise au XVIIe siècle et en particulier chez les soi-disant caravagistes. Biset a peint des scènes de genre similaires, dont un exemple est sa composition Les joueurs de tric-trac (Statens Museum for Kunst).

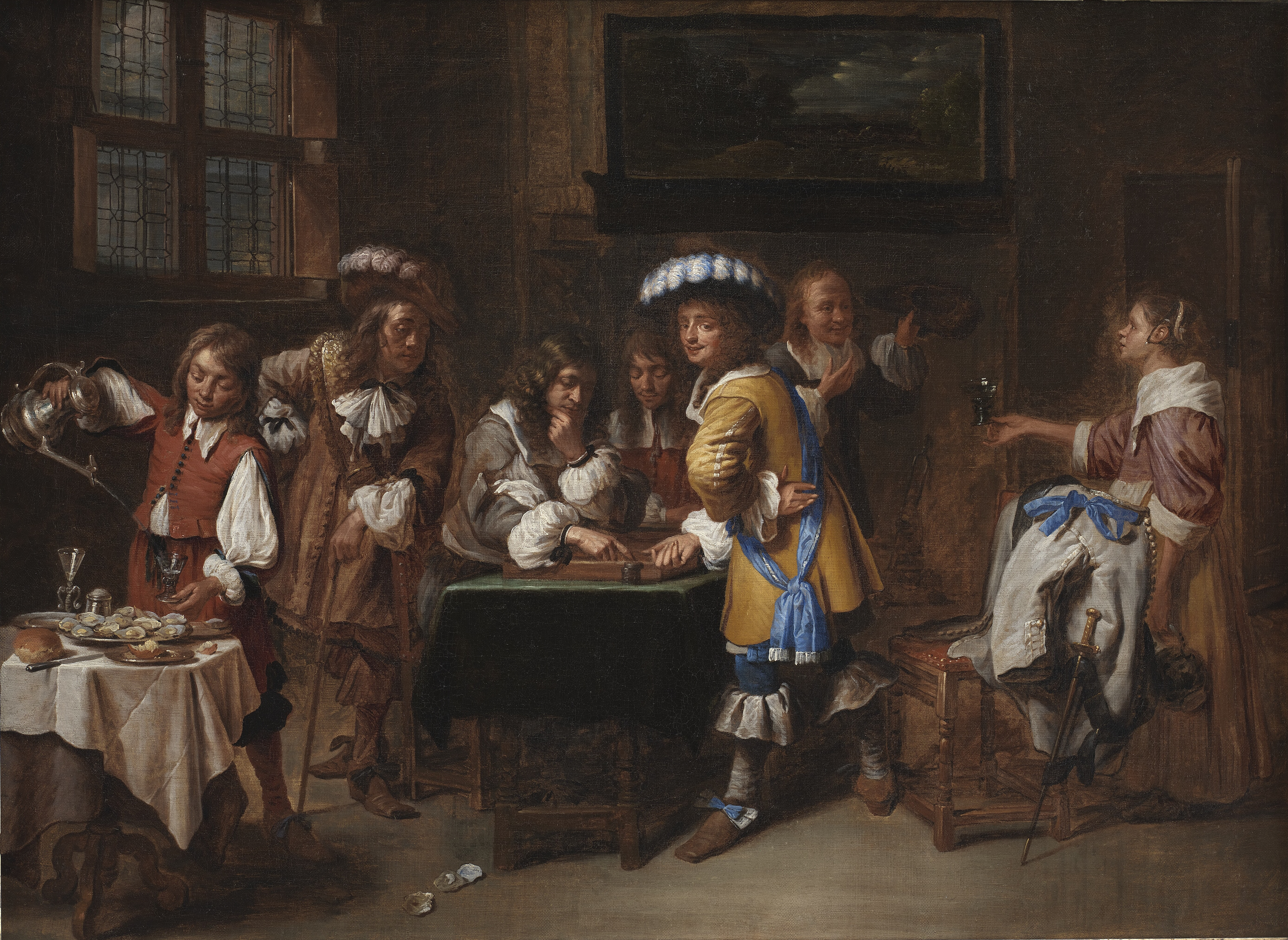
Joueurs de tric-trac.

La composition montre un intérieur avec deux hommes debout jouant au tric-trac et trois spectateurs. L'un des spectateurs est engagé dans un échange animé avec une servante qui lui offre un verre de vin. Un jeune serviteur sert des boissons pour l'entreprise à une table sur laquelle on place aussi de la nourriture, y compris des huîtres, dont quelques-unes sont tombées sur le sol. Dans l'ensemble, le contexte semble indiquer qu'il s'agit d'une entreprise qui s'amuse activement, mais qui est sur le point de perdre le contrôle.

### Peintures de galerie
Biset a également travaillé dans le genre des 'peintures de galerie'. Le genre 'peintures de galerie' est originaire d'Anvers où Frans Francken II et Jan Brueghel l'Ancien ont été les premiers artistes à créer des peintures d'art et des collections de curiosité dans les années 1620. Les peintures de galerie représentent de grandes salles dans lesquelles de nombreux tableaux et autres objets précieux sont exposés dans un cadre élégant. Les premières œuvres de ce genre représentaient des objets d'art ainsi que d'autres objets tels que des instruments scientifiques ou des spécimens naturels particuliers. Le genre est immédiatement devenu très populaire et a été suivi par d'autres artistes tels que Jan Brueghel le Jeune, Cornelis de Baellieur, Hans Jordaens I, David Teniers le Jeune, Gillis van Tilborch et Hieronymus Janssens. Les galeries d'art représentées étaient soit des galeries réelles, soit des galeries imaginaires, parfois avec des figures allégoriques.

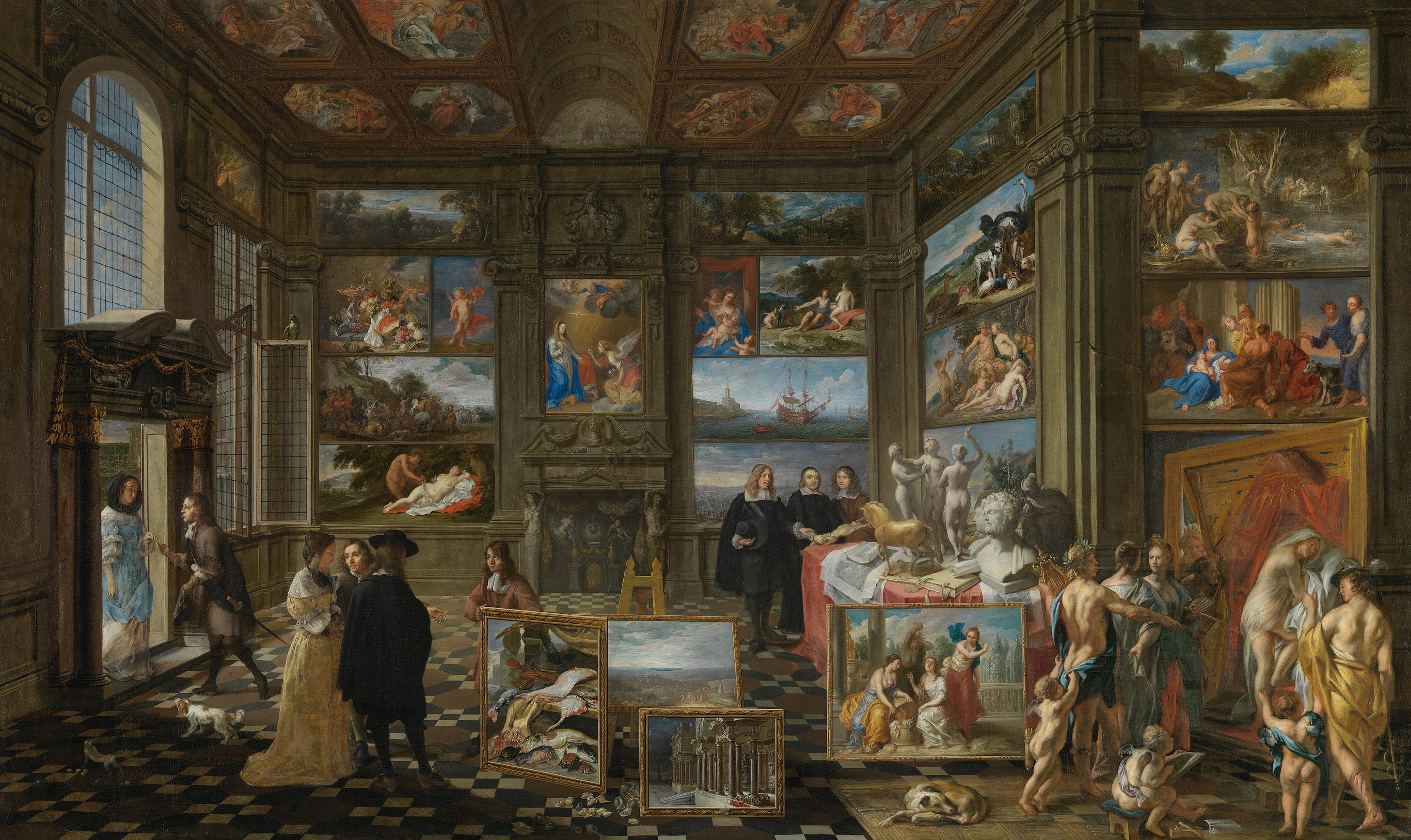
Intérieur d'une galerie d'images imaginaires

L' Intérieur d'une galerie d'images imaginaires (Alte Pinakothek, Munich) datant de 1666 est un exemple du travail de Biset dans ce genre. Cette composition entre dans la catégorie des galeries d'images allégoriques, qui peuvent être considérées comme une sous-catégorie du type galerie d'art imaginaire. Cette composition représente une grande galerie imaginaire dans laquelle sont présents un certain nombre de personnes admirant et scrutant des œuvres d'art et, à droite, des figures représentant des dieux et des figures allégoriques. Wilhelm Schubert van Ehrenberg a peint l'architecture ainsi que le plafond (composé de copies des œuvres de Rubens pour le Carolus Borromeuskerk d'Anvers) (détruit plus tard dans un incendie). Les chiffres seraient de Charles Emmanuel Biset. Le tableau est une collaboration avec chacun des peintres individuels dont le travail est représenté dans le tableau et qui ont signé leur propre travail : Theodoor Boeyermans (Filles de Cecrops et d'Erychtonius), Pieter Boel (Animal Piece), Jan Cossiers (Diana et Actaeon), Cornelis de Heem (Nature morte aux fruits), Robert van den Hoecke (paysage d'hiver), Philips Augustijn Immenraet (paysage italien), Jacob Jordaens (Gygès et Kandaules et Allégorie de la peinture), Pieter Thijs (Adoration des bergers), Lucas van Uden (Paysage) et les monogrammistes ont manqué PB (Nature morte de poisson) et PVI ou PVH (Satyr et Nymphe). Ce type de peinture peut être considéré comme une publicité soigneusement élaborée du talent actuel et de l'héritage passé de l'école de peinture anversoise.

### Natures mortes

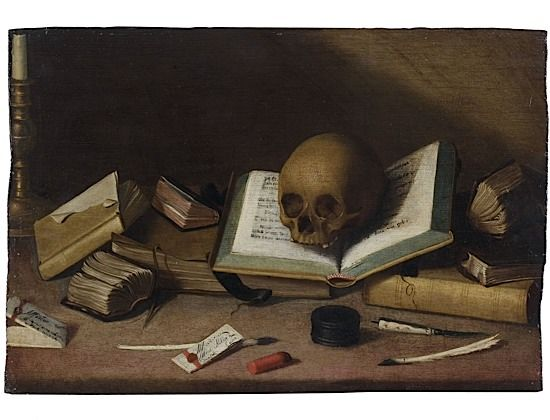
Nature morte avec des livres et un crâne.

Un certain nombre de natures mortes avec des livres sont attribuées à Biset. Ces natures mortes s'inscrivent dans une tradition de natures mortes de vanité avec des livres qui était populaire en peinture flamande et hollandaise au XVIIe siècle. Un exemple est la Nature morte avec des livres et un crâne (vendue à Alain Truong, le 18 décembre 2008 à Paris). La composition représente une table sur laquelle repose un certain nombre d'instruments d'écriture, des lettres scellées et des livres anciens. Sur le dessus d'un livre qui est ouvert et qui semble être écrit à la main repose un crâne humain. Le message de l'œuvre semble être que les efforts humains tels qu'ils sont exprimés dans les écrits personnels sont futiles car la mort est le résultat ultime.

### Mythologie grecque
Un tableau intitulé Ascalaphe métamorphosé en hibou est décrit comme suit : « Proserpine portant une couronne et complètement nue, se montre assise de profil à gauche; du bout de son sceptre elle métamorphose Ascalaphe nu, agenouillé devant elle. À côté deux nymphes nues; l'une, placée au centre du tableau, est debout, tournée de trois quarts à gauche; de la main droite elle presse son sein gauche; l'autre se voit de profil perdu, à la droite du tableau. Au fond trois têtes de femme, cachées dans le feuillage. ».

### Illustrations de livres
Biset a fourni des illustrations pour un certain nombre de publications à Anvers. Il s'agit notamment du livre sur les champignons du prêtre Franciscus van Sterbeeck intitulé Theatrum fungorum oft het toneel der campernoelien... vergaedert ende beschreven door Franciscus van Sterbeeck, publié par Joseph Jacobs à Anvers en 1675 et par le même auteur et éditeur la Citricultura oft Regeringhe der uythemsche boomen te weten oranien, citroenen, limoenen, granaten, laurieren en andere sur la culture des arbres non indigènes, publiée en 1682 à Anvers,.